# Riverside South (Manhattan)
Riverside South ist ein Gebäudekomplex in der Upper West Side im Stadtbezirk Manhattan in New York City.

## Beschreibung
Der rund ein Kilometer lange und 23 Hektar große Komplex befindet sich im Stadtteil Upper West Side zwischen der West 59th Street und West 72nd Street entlang des Hudson Rivers. Vom Fluss wird der Komplex von dem Riverside Park South und dem West Side Highway getrennt. Riverside South wurde im Rahmen eines Städtebauprojekts auf dem Gelände eines ehemaligen Bahnhofs der New York Central Railroad errichtet.
Riverside South besteht aus dem „River Side Park South“, dem „Waterline Square Park“ und einem Gebäudekomplex mit 19 Wohnhochhäusern, von denen 15 eine Höhe von mehr als 100 Meter erreichen:
| Gebäude                 | Höhe    | Etagen | Jahr | Bauherr                | Architekt                      | Bemerkung                        |
| ----------------------- | ------- | ------ | ---- | ---------------------- | ------------------------------ | -------------------------------- |
| 220 Riverside Boulevard | 165,3 m | 49     | 2003 | Trump Organization     | Costas Kondylis                | Wolkenkratzer                    |
| 21 West End Avenue      | 161,2 m | 45     | 2016 | Silverstein Properties | Christian de Portzamparc       | Wolkenkratzer                    |
| 1 West End Avenue       | 156,3 m | 43     | 2017 | Silverstein Properties | César Pelli                    | Wolkenkratzer                    |
| 200 Riverside Boulevard | 149,8 m | 46     | 1999 | Trump Organization     | Costas Kondylis/Philip Johnson | Wolkenkratzer                    |
| One Waterline Square    | 130,8 m | 36     | 2019 | GID Companies          | Richard Meier & Partners       | Adresse: 10 Riverside Boulevard  |
| The Rushmore            | 129,5 m | 41     | 2008 | Extell Development     | Costas Kondylis                | Adresse: 80 Riverside Boulevard  |
| 180 Riverside Boulevard | 128,9 m | 40     | 1998 | Trump Organization     | Costas Kondylis/Philip Johnson |                                  |
| Two Waterline Square    | 121 m   | 38     | 2020 | GID Companies          | Kohn Pedersen Fox              | Adresse: 30 Riverside Boulevard  |
| The Aldyn               | 120,4 m | 38     | 2011 | Extell Development     | Costas Kondylis                | Adresse: 60 Riverside Boulevard  |
| Three Waterline Square  | 119,2 m | 34     | 2011 | GID Companies          | Rafael Viñoly                  | Adresse: 639 West 59th Street    |
| One Riverside Park      | 114,3 m | 33     | 2015 | Extell Development     | Hill West Architects           | Adresse: 40 Riverside Boulevard  |
| 240 Riverside Boulevard | 110,4 m | 31     | 2004 | Trump Organization     | Costas Kondylis                |                                  |
| 160 Riverside Boulevard | 107,9 m | 33     | 2001 | Trump Organization     | Philip Johnson                 |                                  |
| The Avery               | 104,9 m | 30     | 2008 | Extell Development     | SLCE Architects                | Adresse: 100 Riverside Boulevard |
| 140 Riverside Boulevard | 103 m   | 26     | 2003 | Trump Organization     | Costas Kondylis                |                                  |

## Geschichte
Die ersten von der Trump Organization in den 1970er Jahren vorgestellten Pläne für die Umgestaltung des Bahnhofsareals stießen in der Community Board 7 des Stadtteils auf erheblichen Widerstand und konnten sich so nicht durchsetzen. Im Jahr 1982 wurde mit „Lincoln West“ ein viel kleineres Projekt mit Unterstützung der Community 7 genehmigt, scheiterte aber wegen nicht ausreichender Finanzierung. Die Planungen für das mittlerweile realisierte Städtebauprojekt begannen Ende der 1980er Jahre. Ursprünglich waren 25 Hektar Fläche für 16 Apartmenthäuser mit einigen Flächen für Ateliers und Büros sowie 10 Hektar für einen Uferpark konzipiert. The Trump Organization verkaufte 1997 das Projekt Riverside South an Investoren aus Hongkong und China, die umgehend mit dem Bau des ersten Abschnitts begannen. 2005 verkauften die Investoren diesen Abschnitt und die verbliebene noch unbebaute Fläche an die Carlyle Group und die Extell Development Company. Die neuen Eigentümer ließen bis 2015 den zweiten Bauabschnitt zwischen der West 61st und 65th Street errichten. Der von der Extell Development Company geplante dritte Bauabschnitt namens Riverside Center am Südende des Projekts zwischen der 59th und 61st Street wurde nicht realisiert. Extell verkaufte dieses Baugelände an die GID Companies, die 2019/20 den Komplex Waterline Square erbaute und somit das Städtebauprojekt Riverside South vollendeten.

## Galerie

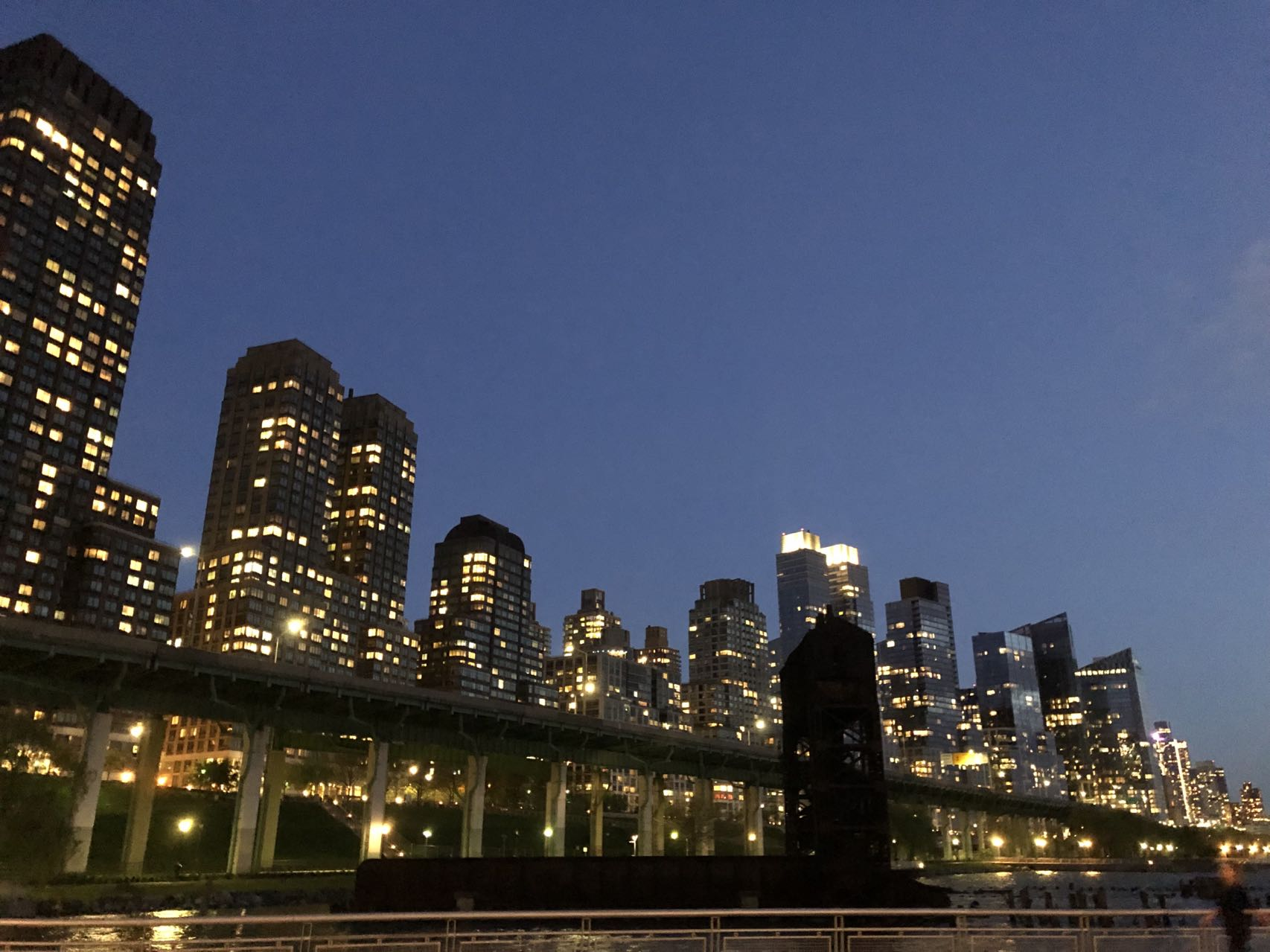
Riverside South bei Pier I bei Nacht (2020)
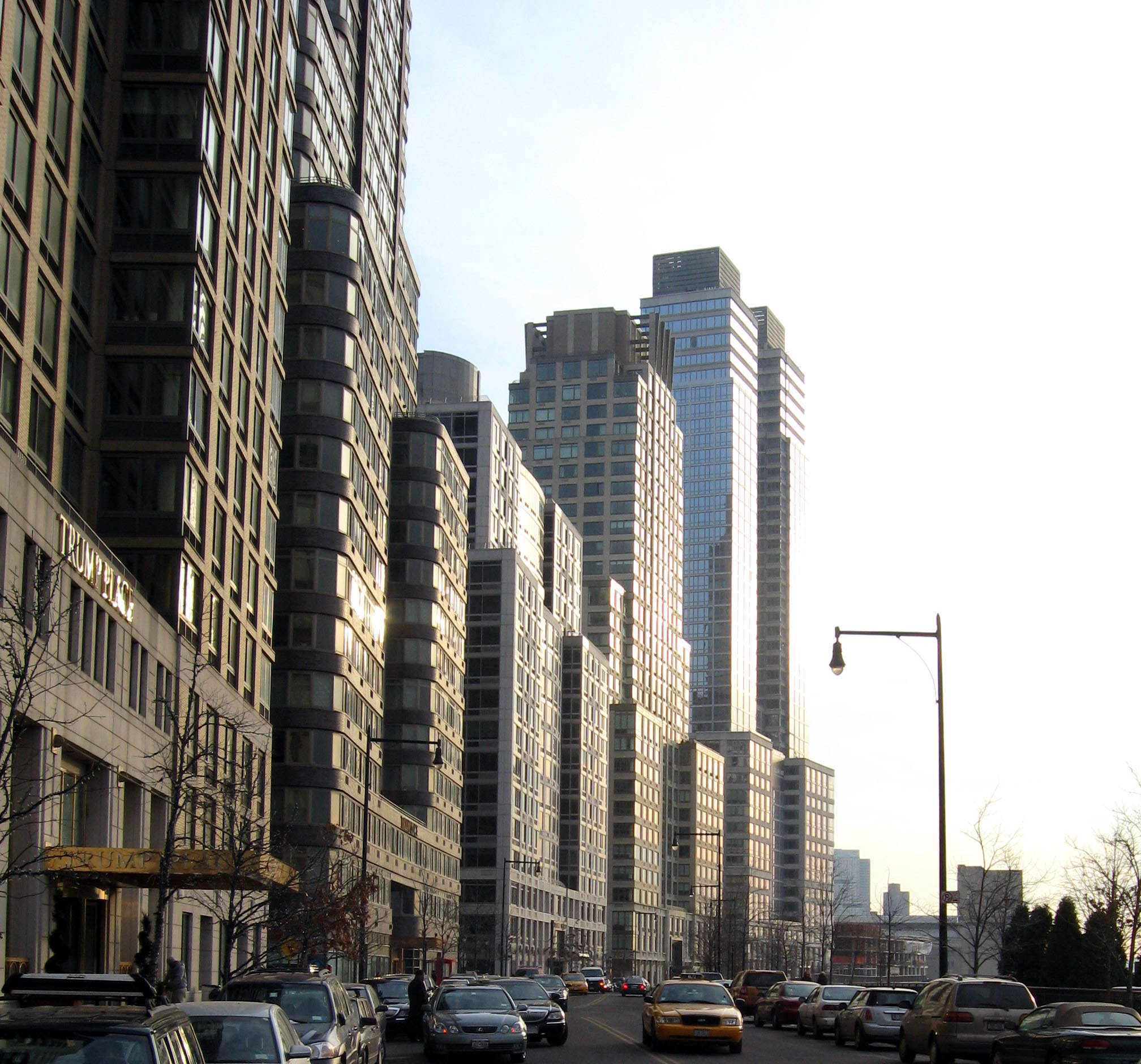
Blick nach Süden entlang des Riverside Boulevards (2009)
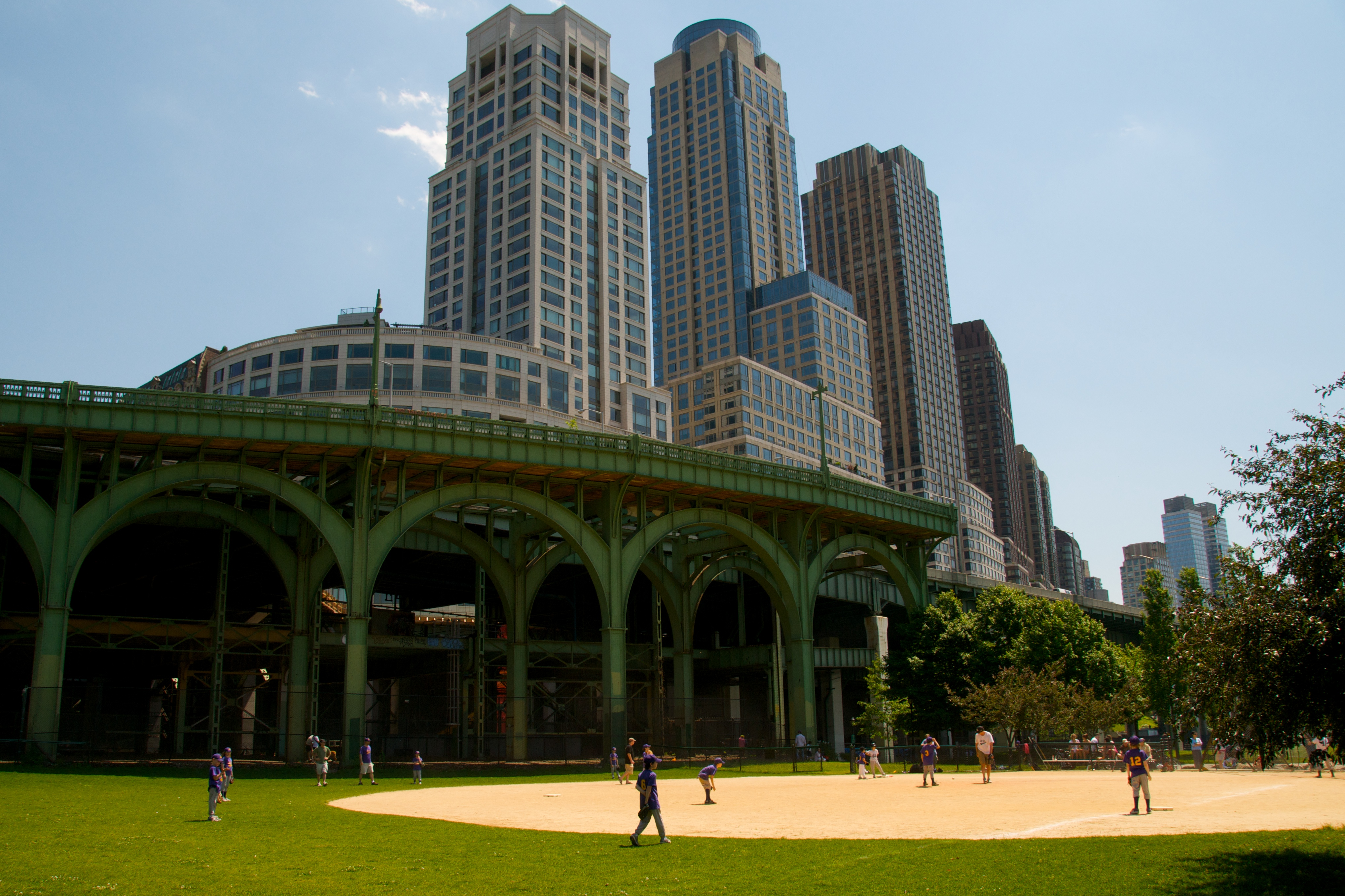
Nördliches Ende an der 72nd Street, davor der West Side Highway
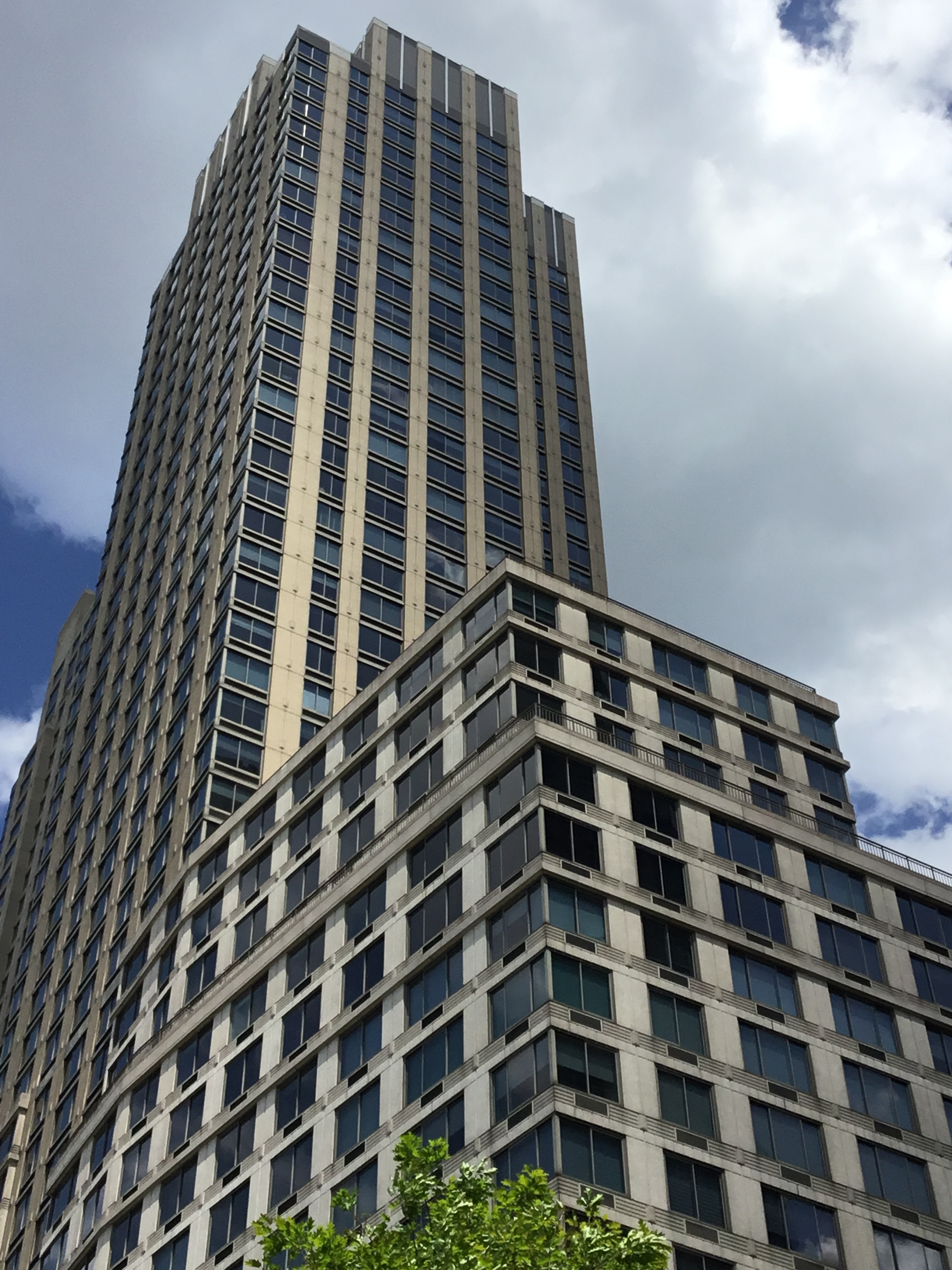
200 Riverside Boulevard (2022)
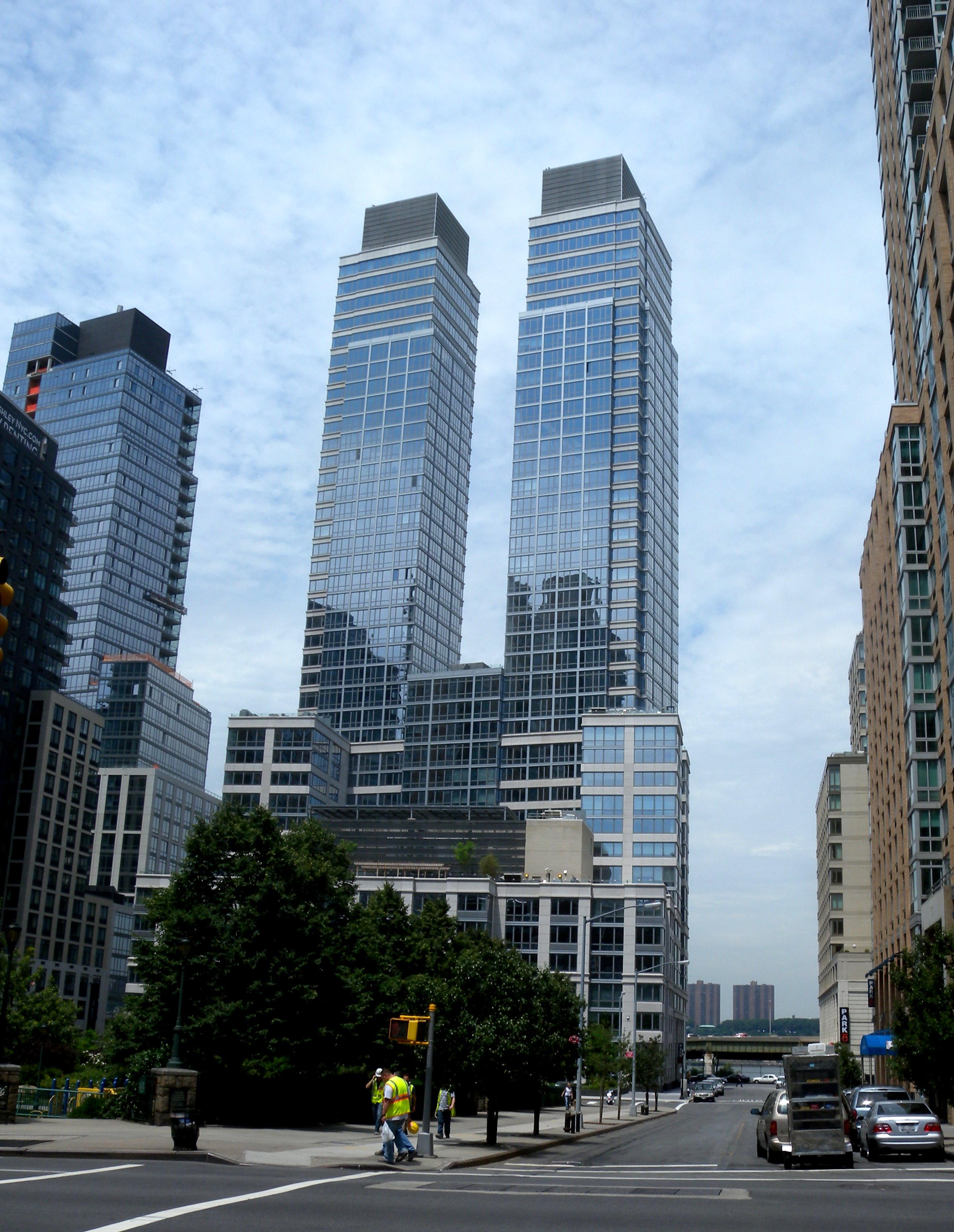
The Rushmore (2010)
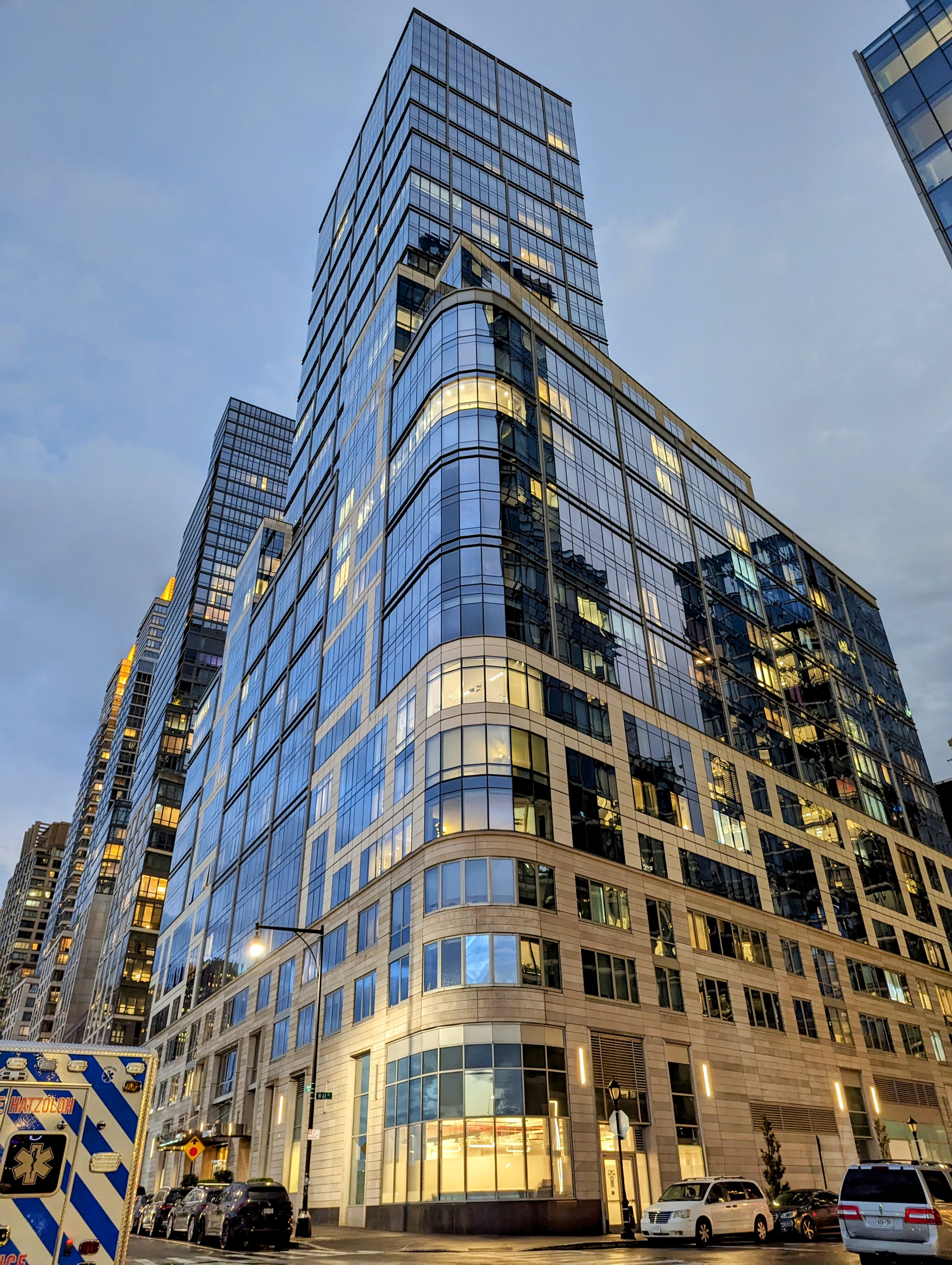
One Riverside Park (2023)
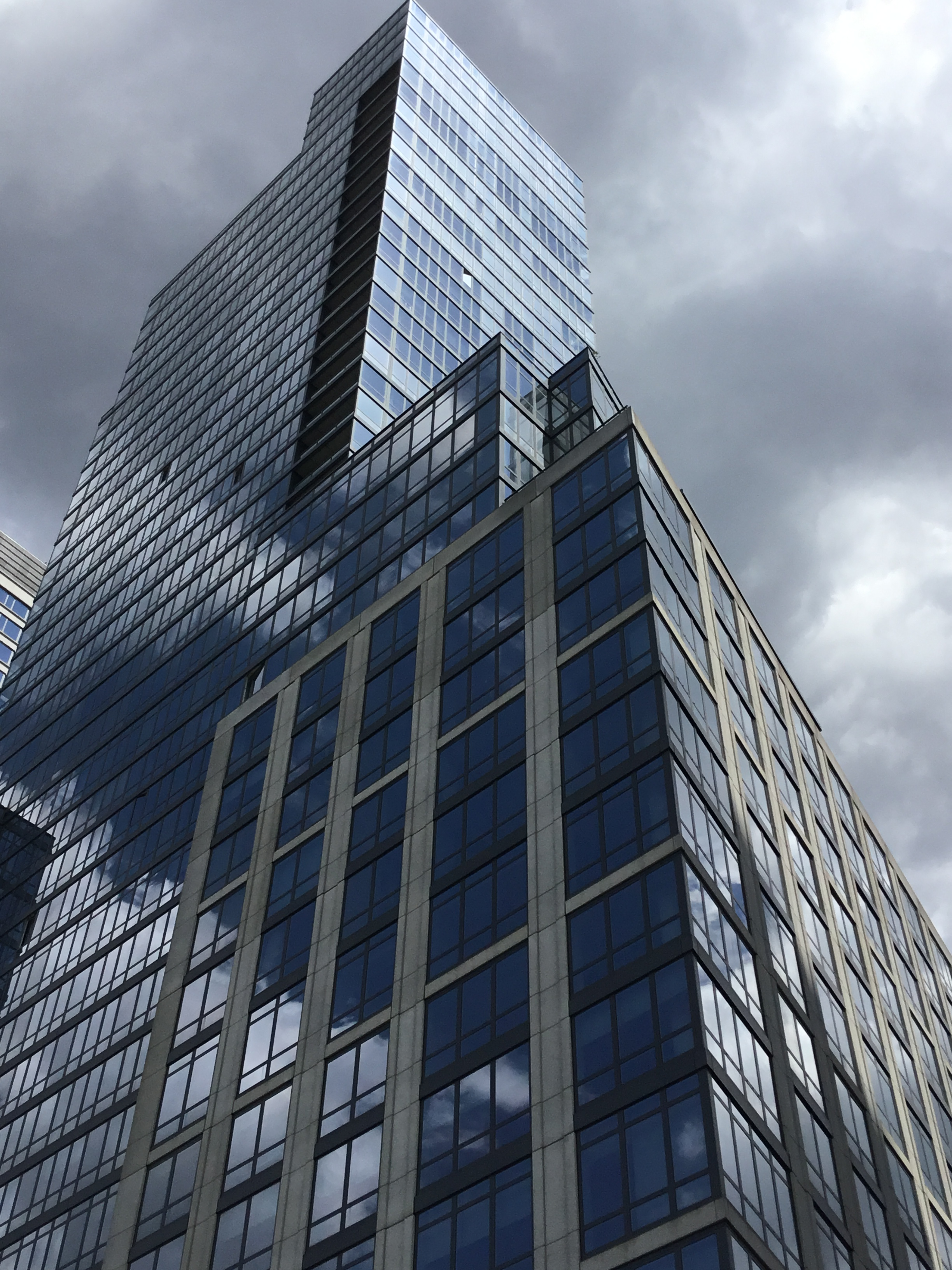
The Aldyn (2022)